# Goldfloß von Eldorado

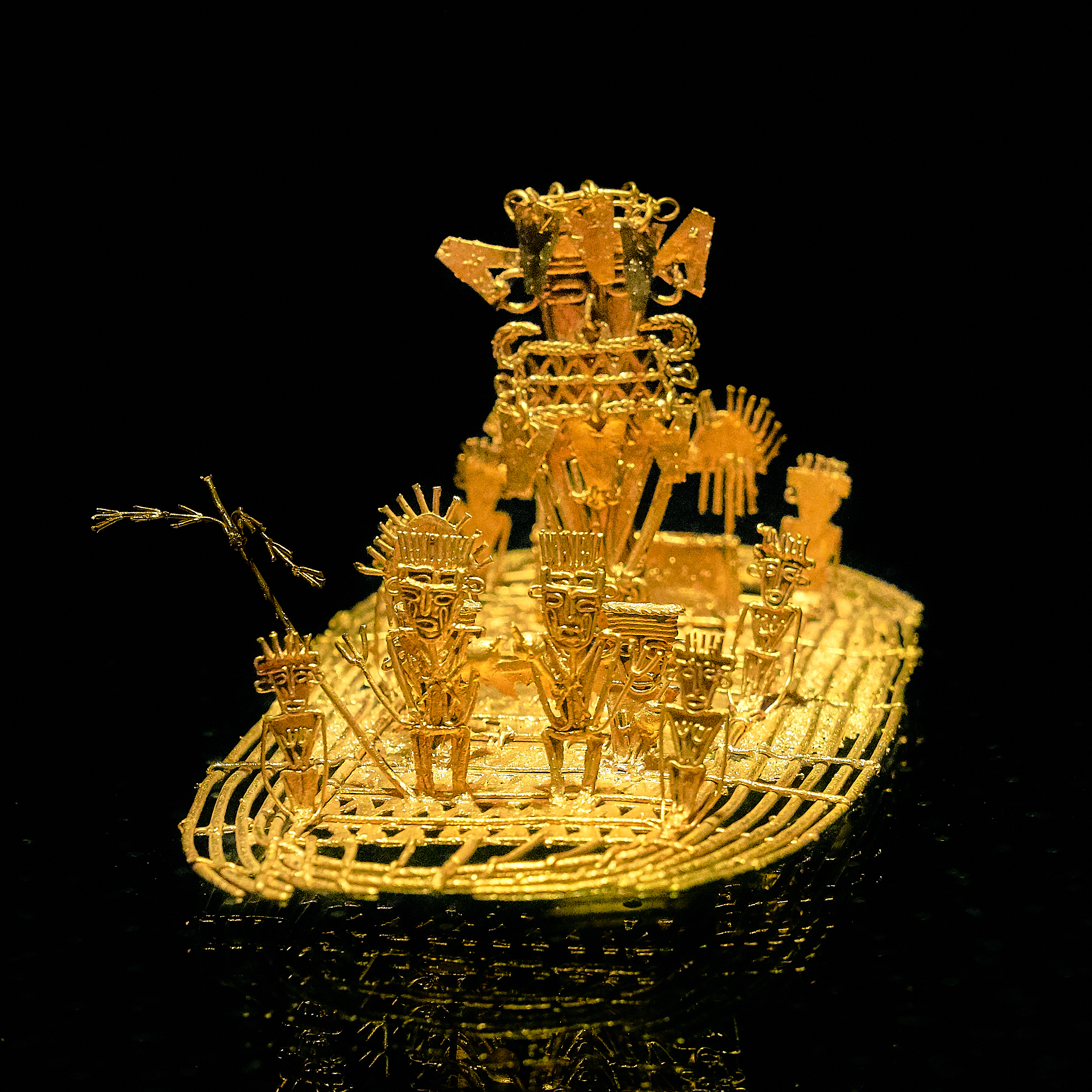
Goldfloß von Eldorado

Das Goldfloß von Eldorado, auch Goldfloß von Pasca, ist ein Goldartefakt, welches im Altiplano Cundiboyacense im Gebiet des ehemaligen Pasca Häutplingstums der Muisca in Kolumbien angefertigt und entdeckt wurde. Traditionell wurde es als Darstellung der Einweihungszeremonie am See von Guatavita angesehen, die zum Ursprung der Legende von El Dorado wurde. Diese Interpretation ist jedoch unsicher, denn mehrere ähnliche Zeremonien wurden im Muisca-Territorium organisiert.

## Beschreibung
Die 18 cm lange Plastik besteht aus einer Legierung von Gold (80 %), Silber und Kupfer. Sie gibt eventuell die Zeremonie auf dem See Guatavita wieder. Auf dem Floß befinden sich elf aufrecht stehende Figuren mit diversen Früchten und stilisiertem Kopfputz. Eine Person überragt die anderen, trägt Nasen- und Ohrenschmuck und sitzt auf einem Thron. Sie stellt vermutlich einen Muisca-Herrscher dar. 
Das Goldfloß von Eldorado wurde im Wachsausschmelzverfahren von den Muisca angefertigt.

## Geschichte
Entdeckt wurde das Floß von Eldorado 1969 in einer Höhle bei der südwestlich von Bogotá gelegenen alten Muisca-Siedlung Pasca von Bauern auf der Suche nach ihrem entlaufenen Hund. Heute befindet sich das Goldfloß im Museo del Oro der Banco de la República in Bogotá.